# Globe (tramhalte)
Globe (vroeger ook Danco) is een Brusselse tram- en bushalte van de MIVB in het centrum van de gemeente Ukkel. Er zijn twee fysieke tramhaltes die met Globe worden aangeduid, op minder dan 100 meter van mekaar. Een bevindt zich op de Brugmannlaan, ter hoogte van het Emile Dancoplein. Hier hebben de tramlijnen een stuk eigen bedding, waarrond de halte met wachthuisje en perrons is opgebouwd. De andere bevindt zich vlak om de hoek op de Alsembergsesteenweg, zonder perrons of afgebakende zone en diende voor op- en afstappende reizigers van 51 Stadion-Van Haelen.

## Plaatsen en straten in de omgeving
- Het centrum en gemeentehuis van Ukkel
- De Stallestraat, Brugmannlaan en Alsembergsesteenweg

## Afbeeldingen

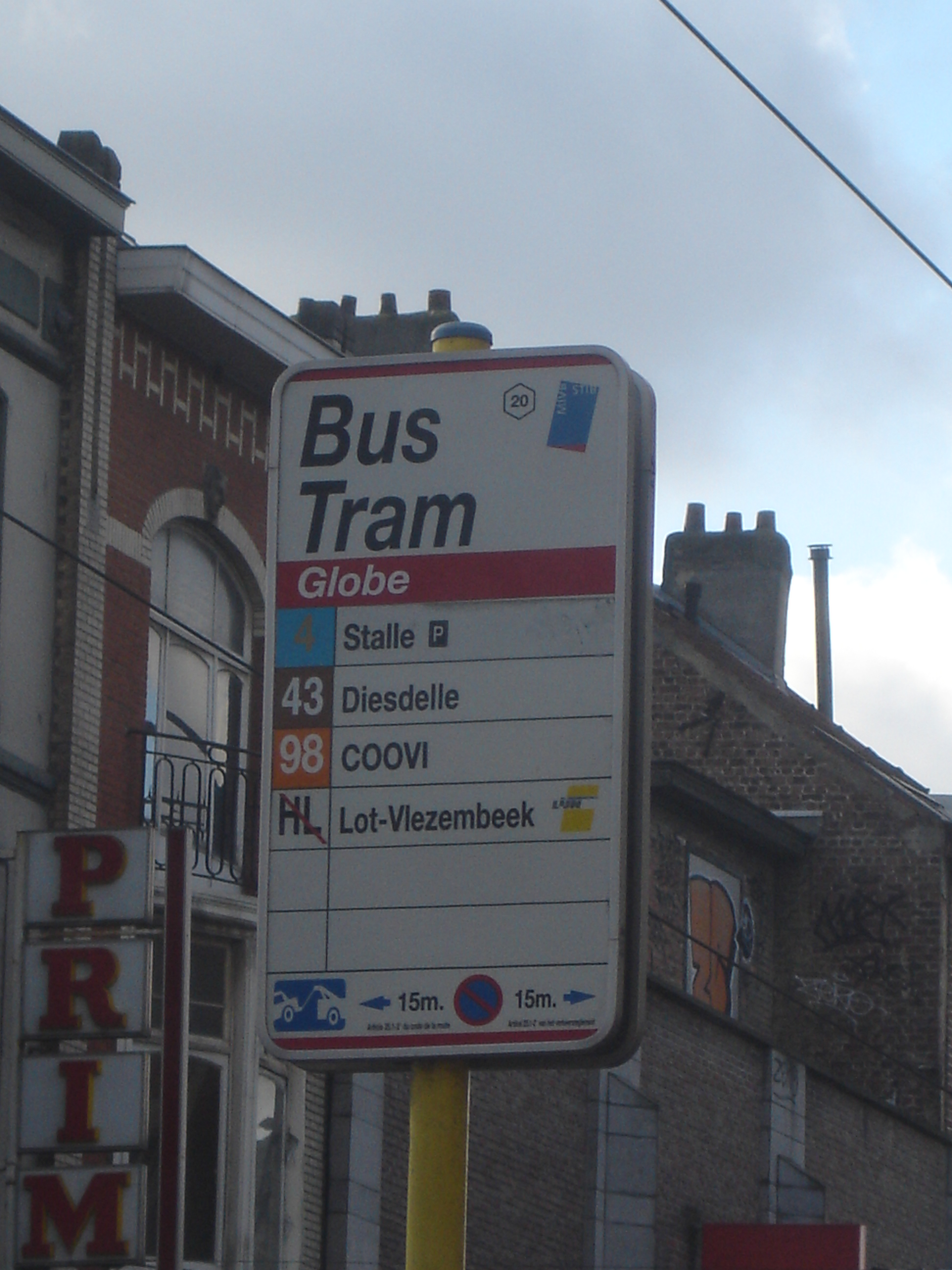
Haltepaal (2008)

Noordstation · 
Rogier · 
De Brouckère · 
Beurs - Grote Markt · 
Anneessens-Fontainas · 
Lemonnier · 
Zuidstation · 
Hallepoort · 
Sint-Gillisvoorplein · 
Horta · 
Albert · 
Berkendaal · 
Vanderkindere · 
Messidor · 
Boetendael · 
Helden · 
Globe · 
Wagen · 
Egide Van Ophem · 
Kruispunt Stalle · 
Stalle (P)